# 卡洛斯·爱德华多·克拉韦列
卡洛斯·爱德华多·克拉韦列·博尔贾尼（西班牙語：Carlos Eduardo Claverie Borgiani，1996年9月19日—）生于卡拉卡斯，是一名委内瑞拉男子游泳运动员，主攻蛙泳。卡洛斯·爱德华多的父亲和母亲都是前网球选手，他也因母亲的关系而拥有意大利血统。卡洛斯·爱德华多最初希望跟随父亲的脚步从事网球运动，后来他在11岁时留意到自己在游泳方面能力更佳，便放弃网球专攻游泳。2011年，他在墨西哥瓜达拉哈拉举行的泛美运动会上完成自己的国际主要赛事首秀。2014年，他进入美国路易斯维尔大学修读市场营销专业，并加入该校校队参加美国校际比赛。2018年从路易斯维尔大学毕业。